# Massacre de La Nouvelle-Orléans de 1866
Le massacre de La Nouvelle-Orléans de 1866 est l'une des attaques les plus meurtrières de l'histoire des États-Unis contre des partisans du droit de vote des Afro-Américains. Elle se produit le 30 juillet 1866 quand des démocrates blancs, y compris des policiers et des pompiers, attaquent des républicains, la plupart étant des Afro-Américains, rassemblés devant le Mechanics Institute de La Nouvelle-Orléans,, où devait se tenir une session de la convention républicaine afin de réviser la constitution de la Louisiane. En effet, les républicains étaient irrités par une constitution qui légalisait les Black Codes et refusait de donner le droit de vote aux Afro-Américains. Les démocrates louisianais considéraient cette révision de la constitution comme illégale et redoutaient que le vote des Afro-Américains puisse donner une majorité aux républicains lors des élections de l'État de la Louisiane. En réaction, des Blancs démocrates radicaux décident d'en découdre et déclenchent l'émeute pour empêcher la tenue de la convention. Il y aura au total entre 150 et 200, voire plus, de victimes afro-américaines, dont entre 35 et 44 morts et plus d'une centaine de blessés,. En outre, trois républicains blancs et un manifestant blanc sont tués,.

## Montée des tensions
Pendant une grande partie de la guerre de sécession, La Nouvelle-Orléans libérée depuis le 1er mai 1862 de la zone de pouvoir des États confédérés est occupée et soumise à la loi martiale imposée par les troupes de l'Union. Le 12 mai 1866, le maire John T. Monroe (en) est réintégré comme maire intérimaire, poste qu'il occupait avant la guerre. 
Si la constitution de l'État Louisiane de 1864, actait l'abolition de l'esclavage découlant de la proclamation d'émancipation du 22 septembre 1862, en revanche, elle limitait les libertés civiles des Afro-Américains par les black codes et en ne leur prévoyant aucun droit de vote,. 
Le juge R.K. Howell est élu président de la convention de révision, dans le but d'augmenter la participation des électeurs susceptibles de voter républicain,. Pour cela, il peut s'appuyer sur  les Afro-Américains libres de naissance qui déjà constituaient une partie importante de la Nouvelle-Orléans depuis plus d'un siècle et ont été établies en tant que classe distincte à l'époque coloniale, avant l'annexion du territoire par les États-Unis en 1803. Beaucoup étaient instruits possédaient des propriétés et désirait participer aux élections. En plus de cet électorat potentiel, à la suite de l'adoption du XIIIe amendement de la Constitution en 1865 les républicains avaient pour objectif d'étendre le suffrage aux affranchis et d'éliminer les codes noirs. Pour cela, les républicains ont décidé la tenue d'une nouvelle convention pour intégrer leurs objectifs dans une constitution amendée,.
Les démocrates ont considéré cette deuxième convention comme illégale, déclarant que les électeurs (bien que limités aux seuls blancs) avaient accepté la constitution. 
Le 27 juillet, les partisans afro-américains de la révision de la constitution, dont environ deux cents anciens combattants de la guerre de sécession, se rencontrent sur les marches du Mechanics Institute (l'actuel Roosevelt Hotel) sur la Canal street. Ils sont émus par les discours de militants  abolitionnistes, notamment Anthony Paul Dostie, et l'ancien gouverneur de Louisiane Michael Hahn,. Ils se proposent de défiler devant le Mechanics Institute le jour de la convention pour montrer leur soutien.

## Événement
La convention se réunit à midi le 30 juillet, mais le manque de quorum entraîne un report à 1 h 30. Lorsque les membres de la convention quittent le bâtiment, ils sont accueillis par un défilé d'Afro-Américains avec leur fanfare, drapeau américain en tête. Au coin des rues Common et Dryades, en face de l'Institut de mécanique, un groupe de Blancs armés attendait les manifestants afro-américains. Ce groupe était composé de démocrates opposés à l'abolition, la plupart étaient d'anciens confédérés et de policiers dirigés par le maire John T. Monroe (en) et le chef de la police John T. Adams,,, qui voulaient perturber la convention et mettre fin aux ambitions politiques et économiques des Afro-Américains dans l'État. 
On ne sait pas qui des anciens confédérés, policiers, des pompiers a tiré en premier. Les Afro-Américains ont été pris au dépourvu et la plupart n'était pas armés, ils se dispersent  rapidement, beaucoup cherchant refuge au sein de l'Institut de mécanique. Avec une grande violence, les attaquants blancs déferlent dans la rue et entrent dans le bâtiment où des policiers tirent sur les Afro-Américains.  
Les troupes fédérales interviennent pour réprimer l'émeute et emprisonnent de nombreux insurgés blancs. Le gouverneur déclare la ville sous loi martiale jusqu'au 3 août. 
Une cinquantaine de personnes sont tuées, dont Victor Lacroix (en) figure majeure des créoles louisianais,. 
Les illustrations du Harper's Weekly parues dans son numéro du 25 août 1866 donnent une idée de la violence meurtrière exercée par les émeutiers contre les Afro-Américains. 
La folie meurtrière fait dire dès 1866 qu'il ne s'agit pas d'une émeute mais d'un massacre, de meurtres de masse organisés par le maire,.

## Contexte explicatif
Le massacre est le fruit  « de causes politiques, sociales et économiques profondément enracinées » a lieu en partie à cause de la bataille « entre deux factions opposées pour le pouvoir et les instances de décisions ».
Le massacre exprime des conflits profondément enracinés dans la structure sociale ségrégationniste et raciste de la Louisiane. C'est une continuation de la guerre, lors de cette émeute plus de la moitié des blancs sont des vétérans confédérés et près de la moitié des Afro-Américains sont des vétérans de l'armée de l'Union. 

## Conséquences
Un rapport d'enquête du Congrès de 1867, sur le massacre accable le maire de La Nouvelle-Orléans John T. Monroe sans lequel la tuerie n'aurait pas eu lieu. De plus la complicité au moins passive du président Andrew Johnson est également établie, c'est des éléments qui ont provoqué la procédure d’Impeachment visant sa destitution,.
La réaction nationale d'indignation lors des émeutes de Memphis en 1866 et aux émeutes antérieures de Memphis en 1866 conduit les républicains à obtenir la majorité à la Chambre des représentants des États-Unis et au Sénat lors des élections de 1866 obtenant 77 % des sièges au Congrès. Les émeutes catalysent l'opinion et faciliteront, malgré les oppositions du président Andrew Johnson, l'adoption du quatorzième amendement de 1868, donnant la pleine citoyenneté aux affranchis puis celle du quinzième amendement de 1870 garantissant le droit de vote aux Afro-Américains et des quatre lois dites Reconstruction Acts de 1867 à 1868, pour établir des districts militaires afin que le gouvernement national supervise les régions du Sud et s'efforce de modifier leur fonctionnement social. Les ex-confédérés, pour la plupart des démocrates blancs, sont temporairement privés de leurs droits, les politiciens associés à l'émeute sont démis de leurs fonctions, la Louisiane est affectée au cinquième district militaire.

#### Articles
- (en-US) Donald E. Reynolds, « The New Orleans Riot of 1866, Reconsidered », Louisiana History: The Journal of the Louisiana Historical Association, vol. 5, no 1,‎ 1964, p. 5-27 (lire en ligne).
- (en-US) Amos E. Simpson & Vaughan Baker, « Michael Hahn: Steady Patriot », Louisiana History: The Journal of the Louisiana Historical Association, vol. 13, no 3,‎ 1972, p. 229-252 (lire en ligne).
- (en-US) Gilles Vandal, « The Origins of the New Orleans Riot of 1866, Revisited », Louisiana History: The Journal of the Louisiana Historical Association, vol. 22, no 2,‎ 1981, p. 135-165 (lire en ligne).
- (en-US) John C. Rodrigue, « “Repudiating the Emancipation Proclamation, and Re-establishing Slavery”: The Abolition of Slavery in the Lower Mississippi Valley and the United States », Louisiana History: The Journal of the Louisiana Historical Association, vol. 58, no 4,‎ 2017, p. 389-403 (lire en ligne).